# タイムマシン部
『タイムマシン部』（タイムマシンぶ）は、白井良がパーソナリティを務める、インターネットラジオ番組。初期はポッドキャストで配信されていたが、途中からYouTubeとポッドキャストの両配信へ移行した。
本項では、2009年から2011年まで配信されていた「タイムマシン部」、2012年から2012年まで配信されていた「タイムマシン部2」、2013年から2018年まで配信されていた「タイムマシン部G」、2020年から配信中の「タイムマシン部のラジオ」について記述する。
タイトルについては白井良の話によると、特に理由はないとのことであり、偶然入ったDVDレンタル店のDVDから番組名を取り「部」を付けて命名したという。

## 出演者
白井良
1984年9月14日生まれ。埼玉県所沢市出身。血液型はB型。トーク担当。
自身の誕生日を「悔いて死ぬ日」としていたが、祝ってくれる人もいることから、現在は、「悔いて死なないようにする日」としている。
無類の映画好きで、たびたび勧めたい映画を番組内で紹介したり、妄想の中に映画の登場人物（例：映画「フォレスト・ガンプ/一期一会」のバッバ）が登場している。
同じ内容を二度言う突っ込みを多用する。「そんなのダメだから、そんなの全然だめだから」「まだギリ許せるけど、まだギリギリ許せるレベルだけど」等。
人見知り八段と表現するほどの極度の人見知り。タイムマシン部G第22回では人見知り師範代と称している。
バンド、ネコロマンではリーダーとギターを担当していた。
特技は明晰夢を見ることと自分自身を金縛りにすること。迷路を作ること。幼少期にはキレイな泥を作ることを特技としていた。ただ、金縛りは近頃難しくなっているという。
好きな女性のタイプは病弱そうな女の子、ヌアラ王女、ファイナルファンタジーIVに登場するドット絵で描かれていた召喚士リディアが初恋の相手である。
好きな物事は一本締め、スイカバー。
動物は猫が特に好き。
弱点はWhiteberryの『夏祭り』、ニッポン放送（2回も「オールナイトニッポンZERO」のオーディションで落されたため）。
好きな食べ物は『ラーメン』苦手な食べ物は『冷やし中華』
元カノと別れる時の「良ちゃんのことがわからなくなっちゃった」「人を本気で好きになったことがないんだよ」などの言葉が忘れられないでいる。
ちなみに専門学校時代の元カノはタイムマシン部第89回に出演している。

AD笠原
1984年4月5日生まれ。千葉県銚子市出身。笑い声担当、頭髪と腋部に問題を抱える番組AD。
ニコニコ動画にて視聴できる時空勇者タマデラスにタマデラス役で出演しており、「勇者」と称される。
忘れられない言葉は上京したときにいた彼女の言葉「将来性がない」と8年ぶりの彼女の「やっぱり違った」である。
番組では基本的に笑い声のみの存在。ADらしいことはあまり行わない。
酒癖が悪く、ニコニコ動画関連の飲み会では急性アルコール中毒になり失禁した。
初期に手がけていた四畳半スクリーマーでは、銚子市の市議会議員である母親からのメールがしばしば読まれていた。
ライフラインが全て止まったことがあるなど、メンバーの中で最もお金が無い事が何度もネタとなっていたが、タイムマシン部G第58回にて正社員であるという事が公言された。
ちひろ
タイムマシン部2に参加。トーク担当。
オーディションの際、規定時間の数倍もあるバナナの話の音源を送った少しぶっ飛んだ現役女子大生。
少し変わったインド人に出会った話やランチパックの話題を持ってくるには持ってくるが処理が甘い。
番組アドレスの告知を担当しているがしばしば間違える。
第21回では試験の為に不参加。その代わりに「特別編成グターンヌボーン」として残った男だらけで配信された。
学業に専念するためタイムマシン部2を卒業。
独特の感性を持っており、その感性から生まれる理論は『ちひ論』と呼ばれ、リスナーから期待されている。
関口岳志
タイムマシン部2より参加。タイムマシン部Gにも引き続き参加。構成作家。一児の父。
根っからの真面目人間で、タイムマシン部DJ、スタッフの中で唯一の常識人。
やるきなしお
タイムマシン部2より参加。タイムマシン部Gにも引き続き参加。構成作家。
もともとタイムマシン部のヘビーリスナー＆メール職人であり、コーナー「グッッ」の提案者の一人。
2014年3月15日配信分のタイムマシン部Gにて、本放送から脱退したことが報告された。

## タイムマシン部

### 放送時間
基本的に1時間程度の放送。1週間に1回の配信としている。
第51回目からはUstreamを利用して生放送を実施。生放送1回目は金曜23時より開始だったが、2回目からは月曜23時から開始に変更した。その後、スタジオのインターネット回線の不具合等の諸事情により第75回でUstreamによる生放送を休止している。

### 番組概要
基本的に白井良による一人喋り。放送はラジオ番組の伊集院光 深夜の馬鹿力に影響を受けたものとなっている。2011年7月現在、ポッドキャスト登録者数は27万人を超える。
基本的に前半がフリートーク、後半がリスナー投稿のコーナー(現在はメールテーマへの投稿)という番組構成である。
番組前半のフリートークが長引き、番組テーマ曲が放送時間半分を超えてから流れることがある。さらにコーナー等の投稿を紹介する時間がなくなる場合もある。

### コーナー
- グッッ
- エロ短歌
- 夢はいつまでもさめないコーナー
- 僕の頭の中の108人の友だち
- ラブマイナス＆ラブス
- ポケットモンスター灰色
- ヒトミシュラン
- 僕の妄想彼女
- 東京ヒガミーランド

### 主な企画
- タイムマシン部主催BBQパーティー （2010年8月21日 - 22日） - 東京都奥多摩の氷川キャンプ場で開催。
- タイムマシン部どろけい祭り （2011年6月25日） - 埼玉県所沢市の航空公園で一日ひたすらタイムマシン部とどろけいをする。50人近くが参加した。

### ゲスト出演者
| 放送回 / 放送日時                         | ゲスト                  | 職業 / 肩書                                             |
| ----------------------------------------- | ----------------------- | ------------------------------------------------------- |
| 第11回                                    | 深野賢一                | 役者                                                    |
| 第11回                                    | 海ノ幸子                | 役者                                                    |
| 第11回                                    | 矢ヶ部哲(現 矢ヶ部哲未) | 演出家                                                  |
| 第62回                                    | さかいまみ              | 歌人                                                    |
| 第81回 2010年4月5日生放送                 | 前田朝子                | ミュージシャン ネコロマン(ボーカル)                     |
| 2010年4月5日生放送 2010年8月18日番外編 他 | 江幡朋子                | 役者 インターネットラジオ番組『ひと見坂』パーソナリティ |
| 2010年8月18日番外編 2010年10月9日緊急放送 | 小林可夢偉              | F1ドライバー                                            |
| 第86回、第88回                            | 中嶋一貴                | レーシングドライバー                                    |
| 第88回                                    | ゲイビマンホワイト      | ヒーロー『六魂戦隊ゲイビマン』                          |

### エピソード
中嶋一貴とは同学年であり、子どもの頃に流行った遊びやグッズ集めの思い出話で大いに盛り上がった。お互いに人見知りであることから、中嶋一貴とのトークは楽しいと白井本人は語っている。また、2011年1月9日に富士スピードウェイで行われた『スーパーママチャリグランプリ』では、ソニー・マガジンズより発売中のF1専門誌『グランプリトクシュウ』と組み、〝グランプリトクシュウ・タイムマシン号〟で出場。チームに中嶋一貴が加わった。

## タイムマシン部2
女性パーソナリティと構成作家を新たに加え、2012年2月29日から週に1回の頻度で配信。
ちひろの学業専念による番組卒業を伴い2012年12月21日で終了。

### コーナー
- 親父の超小言(第2回〜第13回)
- タイムマシン部エピソード1.5(第2回〜第12回)
- 第30回オレリンピックinロンドン(第14回〜第22回)
- ギリギリセーフギリギリアウト(第32回〜第34回)
- おまかせランキング(第37回〜最終回)

### 主な企画
- 残暑お見舞い申し上げます2012夏 （2012年8月20日） - 白井と笠原が東京を駆けまわりリスナープレゼントを用意。
- 残暑お見舞い押し付け企画in鳩ノ巣駅 （2012年10月5日） - 9月30日に西多摩郡奥多摩市鳩ノ巣駅にて開催。プレゼントが欲しいリスナーを奥多摩まで呼び出した企画。

## タイムマシン部G
2013年2月6日より男4人で1より下らなく、2よりしょうもない、暴走妄想ラジオを全力で配信。
第60回にてPodcastでの配信を終了。第61回からYouTubeでの配信を開始したが、2015年2月7日の第72回の配信からPodcastとYouTubeを併用した配信方法になった。
芸能プロダクションアミューズとのコラボレーションによって白井良とAD笠原は女優の高橋春留奈と2013年8月5日22時から隔週配信でUstreamチャンネルSTOLABO TOKYO内で詭弁機構『コジツ研』に出演。2014年3月25日終了。
その後、白井は4月22日からスタートした同じくSTOLABO内の『情報克服バラエティー 最新のあれ』に女優の森口彩乃と出演。2015年3月25日終了。

### コーナー
- 真名仮名(第10回)
- 違いの分かる男(第54回〜)
- おまかせランキング(第78回〜)

また、コーナーとして正式に存在しているわけではないが『エロ短歌』も「送ってきてくれたら読む」とのこと。

### 主な企画
冬の特別企画アルティメット越冬2013　越えねば。2013年12月22日
第1部「真・どろけい無双Ⅲ」
第2部「コジツ研&タイムマシン部G合同忘年会」
春のどろけい祭り　2016年5月7日

## タイムマシン部のラジオ
2020年頃からYouTubeで配信されている活動は「タイムマシン部」で統一されてはいるが、混合を避けるためコンテンツの一部の名称ではあるが便宜的に「タイムマシン部のラジオ」とする。

### 主なコンテンツ
- オレフィックチャンネル
- 部室でだべる2人→タイムマシン部のラジオ
- 新コジツ研→タイムマシン部の大会議
- タイムマシン部の迷路

## タイムマシン部第37回について。
当初は無料ブログを利用してPodcastとして配信されていたが、2015年3月より最新回はYouTubeのみで配信されるようになった。
アップデート可能容量の関係で削除され一時取得できなかった過去の配信分についてもYouTubeにアップロードされ視聴が可能になった。
しかし、『第37回「にこにこぷん軍団がやってきた」』のみ非公開設定となっており、理由は公表されていない。
放送内容は、リスナーからのメール紹介にはじまり、白井の幼少期に落とし穴を作った思い出、白井が友人から聞いたNHKのおかあさんといっしょの歴代キャラクターが登場するイベントの話、映画アバターの感想、ラジオネームダンコンによる「私達が本当に行きたかったイメクラ」メールの紹介である。
なぜ非公開設定にされたのか様々な憶測を呼んでいたが、白井から「BAN対策である」ことと、その理由が明かされている。